# 巴黎公社农村居民点
巴黎公社农村居民点（俄语：Парижскокоммунское сельское поселение）是俄罗斯联邦沃罗涅日州上哈瓦区所属的一个农村居民点。其下辖有3个居民点，行政中心为巴黎公社村。据2016年统计，该农村居民点的人口为1429人。